# Bigelowiella natans
Bigelowiella natans ist eine Art (Spezies) von marinen Algen aus dem Taxon der Chlorarachniophyten (Chlorarachniophyceae) innerhalb der Rhizaria.
Die Erstbeschreibung von B. natans stammt von Øjvind Moestrup und Mario Sengco (2001). Die Spezies war zuvor als Pedinomonas minutissima der Familie Pedinophyceae zugeordnet worden.
B. natans ist ein Modellorganismus für die Rhizaria.
Die Chlorarachniophyten sind einzellige Meeresalgen mit komplexen Plastiden, d. h. Plastiden sekundären endosymbiotischen Ursprungs.
B. natans ist ein wichtiges Objekt für das Studium dieser Supergruppe von  meist einzelligen Eukaryonten.

## Beschreibung
Die Zellen von B. natans sind im Prinzip doppelt begeißelt (bi-flagellat), aber das zweite Flagellum (die zweite Geißel) ist nur durch einen sehr kurzen Basalkörper vertreten.
Die Replikation der Geißeln hat gezeigt, dass dieses rudimentäre Flagellum („Flagellum Nr. 1“) ein ausgereiftes Stadium ist – und dass sich das lange emergente Flagellum („Flagellum Nr. 2“) während der Zellteilung zunächst zu einem kurzen Basalkörper verkürzt.
Die Mitose ist offen (d. h., die Kernhülle wird dabei vorübergehend zerlegt) mit einem Paar Zentriolen an jedem Pol.
Emergente (sichtbare) Geißeln sind während der Mitose nicht vorhanden.
Die Zellen können Zysten bilden, dabei bleiben die Basalkörper der Geißeln und ein Teil der Geißelwurzeln (en. flagellar roots) in den Zysten erhalten.
Von den Basalkörpern gehen vier Mikrotubulus-Wurzeln aus, wobei der Verlauf einer dieser Wurzeln sehr ungewöhnlich ist und sich von allen anderen bekannten Flagellaten (Geißeltierchen) stark unterscheidet.
Es wurden keine gestreiften oder gerippten Wurzeln (en. striated roots) beobachtet.
Andere Feinstruktur-Merkmale der Zelle umfassen eine ebenfalls sehr ungewöhnliche Art von Pyrenoid und eine spezielle Art von Extrusom.
Die Zellen sind mixotroph.
Die Art ist in weltweit vertreten, sie wurde vor allem im Mittelmeer und im Indischen Ozean gefunden.

## Plastid
Das komplexe Plastid der Chlorarachniophyten-Zellen hat sich von einem Grünalgen-Endosymbionten, von dem es abstammt, neben dem eigentlichen (primären) Plastid den Rest dessen Zellkerns als Nucleomorph und dessen Zytoplasmas als Periplastidalraum (en. periplastidial compartment, PPC) erhalten.

## Proteom und Genom
Das Genom von B. natans war das erste Kern-Genom (Karyom, Genom des Zellkerns im Unterschied zu dem der Plastiden und Mitochondrien) von Rhizarien, das sequenziert wurde.
Das Karyom hat eine Länge von 94,7 Mbp (Megabasenpaare) und kodiert für 21.708 Gene.
Durch das Vorhandensein eines komplexen Plastiden gibt es eine Vielfalt von im Zellkern kodierten Proteinen, die nicht nur auf das zelleigene Zytoplasma, sondern auch auf das innere d. h. eigentliche Plastid, das Nucleomorph und das PPC ausgerichtet sind (d. h. zu diesem jeweiligen Zielort transportiert werden).
Die Analyse dieser Proteine (in ihrer Gesamtheit als Proteom bezeichnet) war die erste ihrer Art für eine Nucleomorph-tragende Alge. Sie führte zur mutmaßlichen Identifizierung von 324 Proteinen. Ungefähr 50 % dieser Proteine haben mutmaßliche zweiteilige Leader-Sequenzen (auch 5′-UTRs, en. 5′ untranslated regions) an ihren Aminotermini (N-Termini).
Kernkodierte Proteine machen mehr als 90 % der identifizierten Proteine aus.
Die phylogenetische Analysen ergaben, dass viele, aber keineswegs alle Proteine offensichtlich von Grünalgen abstammen, was die Endosymbiontentheorie über ihren evolutionären Ursprung stützt.

## Äußere Systematik
In der Gattung Bigelowiella Moestrup, 2001 findet sich neben der Typusart B. natans noch die Schwesterspezies B. longifila S.Ota & Ishida 2007.